# Psittacanthus cucullaris
Psittacanthus cucullaris là một loài thực vật có hoa trong họ Loranthaceae. Loài này được (Lam.) G.Don miêu tả khoa học đầu tiên năm 1834.